# ماتس لارسون
ماتس لارسون (بالسويدية: Mats Larsson)‏ هو متزحلق سويدي، ولد في 20 مارس 1980 في بلدية فانسبرو في السويد.

## وصلات خارجية
- ماتس لارسون على موقع الاتحاد الدولي للتزلج (التزلج الريفي) (الإنجليزية)
- ماتس لارسون على موقع اللجنة الأولمبية الدولية (الإنجليزية)
- ماتس لارسون على موقع أوليمبيديا (الإنجليزية)
- ماتس لارسون على موقع اللجنة الأولمبية السويدية (السويدية)